# Étienne Célestin Enoch
Pour l’article homonyme, voir Enoch.
Étienne Célestin Enoch (22 novembre 1739 - Hénin-Liétard † 19 mai 1825 - Saint-Denis) fut évêque concordataire de Rennes de 1805 à 1819.

## Biographie
Étienne Célestin Enoch appartenait à la classe ouvrière. Il naquit à Hénin-Liétard, département du Pas-de-Calais, le 22 novembre 1739, fils de Jean-Philippe Hénoch, manouvrier, demeurant dans la paroisse de Saint-Martin d'Hénin-Liétard  , et de Constance Lemire, sa femme, honnêtes parents qui, sans être opulents, firent des efforts au-dessus de leurs moyens pour le faire étudier à l'université de Douai, il y fit de bonnes études en l'abbaye Notre-Dame d'Hénin-Liétard puis à Douai et embrassa ensuite l'état ecclésiastique.
Ses vertus et son savoir le firent bientôt remarquer : entré d'abord dans la congrégation de l'Oratoire et il devient supérieur du Grand séminaire de Grenoble. Surpris par la Révolution, se réfugia en Sardaigne.
Au rétablissement du culte en France, il fut appelé à Rennes comme vicaire général par Mgr de Maillé. Ce dernier était allé à Paris en 1804 pour assister au sacre de Napoléon Ier. Il y tomba malade et y meurt le 27 novembre 1804.
Enoch fut nommé par l'empereur évêque de Rennes, le 30 janvier 1805 et confirmé par le Saint-Siège le 22 mars.
Mgr Enoch reçut du Cardinal Caprarala permission d'administrer son diocèse avant d'y être installé.
Il fut sacré le 21 avril 1805 à Notre-Dame de Paris par le Cardinal Belloy de Morangle (les coconsécrateurs furent Jean-Baptiste de Chabot, évêque émérite de Mende, Claude André, évêque émérite de Quimper). Messeigneurs Étienne Parfait Martin Maurel de Mons (évêque de Mende), Pierre-Paul de Faudoas (évêque de Meaux) et Pierre-Vincent Dombidau de Crouseilles (évêque de Quimper) furent sacrés le même jour.
Mgr Enoch gouverna son diocèse avec autant de zèle que de prudence ; il releva le grand séminaire, et plusieurs communautés de femmes se rétablirent sous sa protection. Il put aussi rentrer en jouissance de l'ancien palais abbatial de Saint-Melaine devenue palais archiépiscopal ; mais non sans difficultés, et dû, à son arrivée à Rennes, demeurer quelque temps rue Trassart.
L'Empire le fit baron le 16 décembre 1810.
Des mœurs douces et l'esprit de son état lui ont concilié dans son diocèse la vénération publique : il a aussi comme beaucoup de ses confrères célébré dans ses mandements les victoires de Bonaparte et préconisé ses vertus. Il présida en juillet 1815 le collège électoral de l'arrondissement de Rennes.
Le 12 novembre 1819, diverses infirmités, et notamment la perte de la vue, décidèrent Mgr Enoch à donner sa démission qui fut acceptée. Il devint chanoine de Saint-Denis et fut remplacé par Charles Mannay. Il vécut dans la retraite jusqu'à sa mort, arrivée le 19 mai 1825.

## Décorations
- Chevalier de la Légion d'honneur (15 aout 1810)[1]

## Titres
- Baron de l'Empire le 16 décembre 1810.

## Armoiries
| Figure | Blasonnement |
|        | Armes portés de 1805 à 1810 D’azur chargé de ses initiales E.C.E entrelacées d’argent. Écu timbré d'une crosse et d'une mître et sommé d'un chapeau à dix houppes,.                           |
|        | Armes du baron Enoch et de l'Empire (1810) De sable à trois bourdons de pèlerins en pal d'argent, au chef du même chargé de trois coquille de sable ; au canton des barons évêques brochant., |
|        | Sceau (1805-1810) Ecu de forme suisse aux trois initiales ; palmettes au bas ; crosse, mitre et chapeau ; légende : Stepus Celestus Enoch episcopus Rhedonensis.,                             |